# Wang Mang

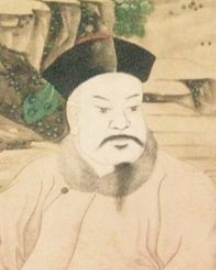
Wáng Mǎng

Wáng Mǎng in chinesischen Schriftzeichen

Wáng Mǎng (chinesisch 王莽, IPA (hochchinesisch) [u̯ɑŋ35 mɑŋ214]; * 45 v. Chr.; † 6. Oktober 23 n. Chr.) war von 9 n. Chr. bis 23 n. Chr. Kaiser von China. Er entstammte einer einflussreichen Adelsfamilie und machte mit deren Hilfe am Hof Karriere. Wáng Mǎng gab sich dabei stets bescheiden und wusste die öffentliche Meinung für sich zu gewinnen. Unter mehreren Kindkaisern war er die graue Eminenz hinter dem Thron, bis er ihn dann selbst bestieg. Als Herrscher agierte er eher glücklos. Das Verhältnis zu den Nachbarn Chinas verschlechterte sich zusehends und er konnte der Korruption in der Verwaltung keinen Einhalt gebieten. Schließlich fiel er einem Aufstand zum Opfer. Sein Nachfolger begründete die Östliche Han-Dynastie. Wichtigste Quelle für die Regierungszeit Wáng Mǎngs ist das Han Shu.

## Leben

### Herkunft und Aufstieg

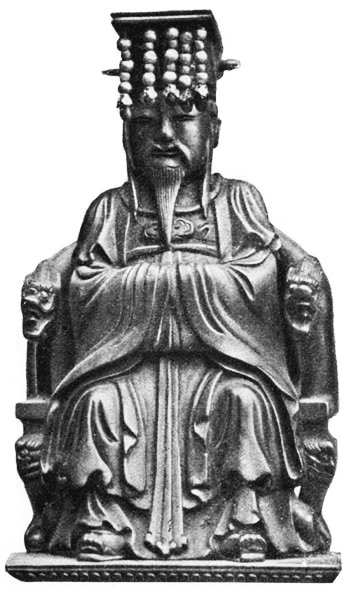
Wáng Mǎng kleidete sich wie ein Schüler des Konfuzius

Wáng Mǎng entstammte einer mächtigen und einflussreichen Adelsfamilie zur Zeit der Han-Dynastie. Kaiser Yuandi (regierte 48–33 v. Chr.) hatte seine Nebenfrau aus der Familie Wáng, Wáng Zhengjun, zur Kaiserin gemacht. Wáng Mǎngs Vater Wáng Mǎn war der jüngere Bruder der Kaiserin. Diese brachte ihre Brüder und ihren Neffen in hohe Ämter. Wáng Mǎn starb allerdings noch vor dem Regierungsantritt des Sohnes seiner Schwester. Sein Sohn Mǎng konnte sich deshalb trotz seiner engen Verwandtschaft zur Kaiserfamilie den luxuriösen Lebensstil seiner Vettern nicht leisten. Er machte aus der Not eine Tugend und trug die bescheidene Kleidung eines Konfuziusschülers. 
Wáng Mǎng machte außer durch seine Bescheidenheit und seine Studien auch durch seine Fürsorge für seine Familie von sich reden. Er kümmerte sich nach dem Tod seines Bruders Wáng Yong um dessen Sohn Wáng Guang und pflegte seinen Onkel, den mächtigen General Wáng Feng, als dieser 22 v. Chr. schwer krank wurde. Feng war von der Anteilnahme seines Neffen, der Tag und Nacht an seinem Krankenbett wachte, sehr gerührt und setzte sich bei der Kaiserinmutter und bei Kaiser Cheng für ihn ein. Nach dem Tod seines Onkels erhielt Wáng Mǎng einen Posten bei Hofe und wurde später zum stellvertretenden Kommandanten der kaiserlichen Garde ernannt.
Das Jahr 16 v. Chr. brachte für Wáng Mǎng einen erneuten Aufstieg. Markgraf Wáng Shang, ein weiterer Onkel des aufstrebenden Höflings, bat den Kaiser, einen Teil der von ihm verwalteten Markgrafschaft Chengdu an seinen Neffen zu übertragen. Da sich eine Reihe von einflussreichen Höflingen für den Antrag aussprach, gab Kaiser Cheng nicht nur dem Gesuch des Markgrafen statt, sondern ernannte Wáng Mǎng auch zum Minister ohne Ressort. Der neu ernannte Minister, der sich offenbar am kaiserlichen Hof einen hervorragenden Ruf erworben hatte, gab sich aber weiterhin betont bescheiden und unterstützte Schüler und Studenten, statt selbst Reichtum anzuhäufen. Wáng Mǎngs Bescheidenheit zeigte sich auch im privaten Bereich. Er hatte nur eine Ehefrau und verzichtete anders als viele Adlige seiner Zeit auf Konkubinen.

### Oberbefehlshaber
In der Zwischenzeit war Wáng Gen, ebenfalls ein Onkel Wáng Mǎngs, wie sein Bruder Feng vor ihm Oberkommandierender der kaiserlichen Armee geworden. Sein Neffe war neben Chunyu Zhang einer der heißesten Anwärter auf Gens Nachfolge. Chunyu kam sein gutes Verhältnis zur Kaiserin zugute, während Wáng Mǎng sich nur auf seine Verwandtschaft mit der Kaiserinmutter berufen konnte. Um sich den einflussreichen Posten dennoch zu sichern, suchte er nach belastendem Material gegen seinen Rivalen. Tatsächlich konnte er nachweisen, dass Chunyu Bestechungsgeld von einer verstoßenen Ehefrau des Kaisers angenommen hatte und zudem plante, zahlreichen Unterstützern Posten bei Hofe zu verschaffen, falls er Wáng Gens Nachfolge antreten sollte.
Im Jahr 8 v. Chr. legte Wáng Mǎng dem Kaiser und der Kaiserinmutter seine Beweise vor. Diese waren nicht erfreut über Chungyus Verhalten und schickten ihn ins Exil. Chungyu fügte sich zwar zunächst in das Urteil, beauftragte jedoch seinen Vetter Wáng Rong, sich für seinen Verbleib in der Hauptstadt einzusetzen. Er überließ Wáng Rong dafür seine Pferde und seine Wagen. Als der so Bestochene beim Kaiser zu Chungyus Gunsten zu intervenieren versuchte, schöpfte dieser Verdacht und ließ Wáng Rong festnehmen. Als der Gefangene auf Anraten seines Vaters Suizid beging, ließ der misstrauische Kaiser Chungyu erneut befragen. Dieser gab nun zu, von der ehemaligen Kaiserin Geld genommen zu haben, und wurde hingerichtet. Als der gesundheitlich angeschlagene Wáng Gen wenig später seinen Rücktritt bekannt gab, wurde der 37-jährige Wáng Mǎng Oberbefehlshaber der kaiserlichen Streitkräfte.
Auch nachdem er zu höchsten Ehren gekommen war, blieb Wáng Mǎng bescheiden und sorgte sich mehr um begabte Schüler aus armen Familien als um sein eigenes Wohlergehen. So gelang es ihm nach und nach, das schlechte Bild zu revidieren, das viele Chinesen von seiner Familie hatten. Auch als nach dem plötzlichen Tod Kaiser Chens 7 v. Chr. dessen Neffe Ai den Thron bestieg, blieb Wáng Mǎng Oberbefehlshaber. Als es jedoch zu einem Machtkampf zwischen den Großmüttern des jungen Kaisers kam, drängte ihn seine Tante Wáng Zhengjun, sein Amt abzugeben. Ai lehnte einen Rücktritt Wáng Mǎngs zunächst ab. Dieser zog sich jedoch den Zorn Fus zu, der anderen Großmutter des Kaisers, als er ihr bei einem Bankett einen schlechteren Platz zuweisen wollte, und trat als Oberbefehlshaber zurück, um Fu zu besänftigen.

### Rückkehr an die Macht

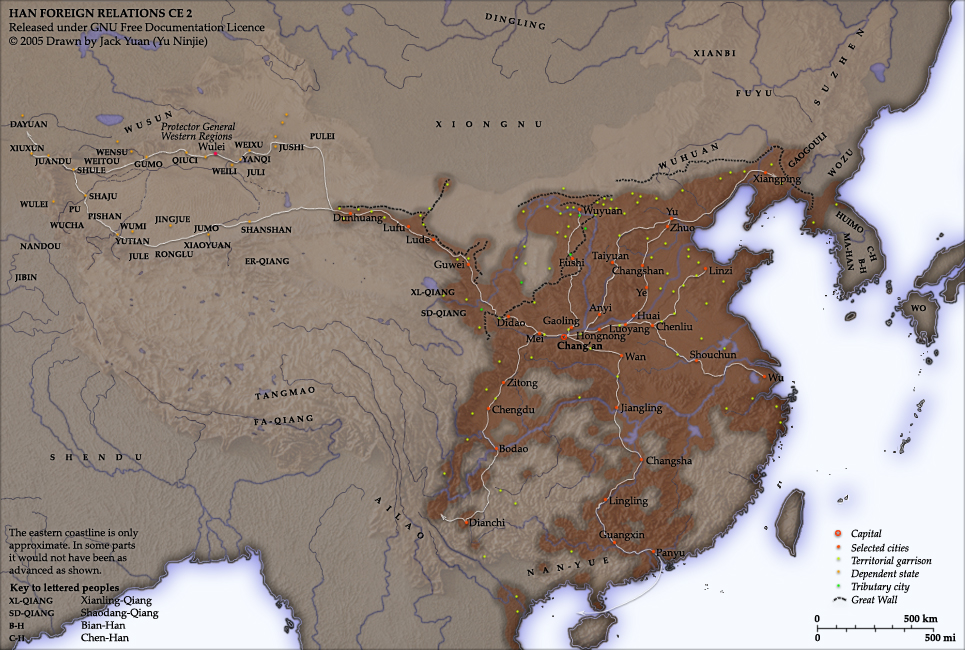
China zur Zeitenwende

Wáng Mǎng blieb zunächst in Chang’an und fungierte weiterhin als Ratgeber des Kaisers. Als sich jedoch der Premierminister und dessen Stellvertreter dafür aussprachen, ihn für sein Fehlverhalten gegenüber Fu zu bestrafen, musste er 5 v. Chr. die Hauptstadt verlassen. Er ließ sich in seiner Markgrafschaft nieder, wo er ein zurückgezogenes Leben führte, um nicht den Verdacht aufkommen zu lassen, er plane heimlich eine Rebellion. In der Zwischenzeit gingen am kaiserlichen Hof mehrere hundert Petitionen ein, die seine Rückkehr nach Chang’an forderten. Kaiser Ai entsprach schließlich 2 v. Chr. dieser Bitte. Wáng Mǎng durfte in die Hauptstadt zurückkehren, erhielt jedoch keinen offiziellen Posten. Dies änderte sich erst nach Ais Tod im darauf folgenden Jahr. 
Nachdem bisher die Verwandten der Kaiserin Fu die Politik bestimmt hatten, ergriff nun Wáng Zhengjun die Initiative. Sie inthronisierte den letzten männlichen Nachkommen ihres Mannes unter dem Namen Pingdi und ernannte ihren Neffen wieder zum Oberbefehlshaber. Wáng Mǎng übernahm die Regentschaft für den minderjährigen Pingdi und ergriff eine Reihe von drastischen Maßnahmen, um seine Position zu sichern: Fus Verwandte wurden abgesetzt und verbannt, Fu selbst und die Frau des verstorbenen Kaisers Cheng in den Suizid getrieben und ihre Anhänger verloren ihre Posten. Fu verlor postum ihre Titel, ihr Verwandter Dong Xian wurde exhumiert und in einem Gefängnis erneut begraben. 
Nachdem er seine Macht konsolidiert hatte, ging Wáng Mǎng daran, den Kult um seine Person systematisch auszubauen. Er ließ Prophezeiungen verbreiten, denen zufolge er die Reinkarnation mythischer Herrscherpersönlichkeiten wie des legendären Ji Dan sei. Zudem änderte er die Namen von Regierungsinstitutionen und auch von einigen Orten und ersetzte sie durch Namen, die an die Zhou- oder die Shang-Dynastie erinnerten. Aus Vietnam ließ er 1 n. Chr. ein Albino-Huhn an den Hof schicken. Da diese seltenen Tiere als Zeichen göttlicher Gunst galten, konnte er seine Tante überzeugen, ihm noch mehr Befugnisse zu übertragen. Währenddessen vergaß er es jedoch nicht, die Verwandten des Kaisers vom Hof fernzuhalten und ihren Einfluss zu beschneiden.

### Vater und Sohn
Dennoch konnte sich Wáng Mǎng seiner Sache nicht sicher sein. Um seine Position unangreifbar zu machen, beschloss er, seine Tochter mit Kaiser Pingdi zu verheiraten. Er wollte jedoch seinen Ruf als bescheidener Mann nicht gefährden und bat deshalb zum Schein seine Tante Wáng Zhengjun, seine Tochter nicht als Ehefrau in Betracht zu ziehen. Gleichzeitig organisierte er eine Serie von Bittbriefen, in denen seine Untertanen den Kaiser bestürmten, doch die Tochter des Regenten zu heiraten. Sein Plan hatte Erfolg, 4 n. Chr. heiratete Pingdi Wáng Mǎngs Tochter und ernannte sie zur Kaiserin. Nun drohte ihm allerdings Gefahr aus der eigenen Familie: Sein Sohn Yu hatte sich auf die Seite seiner Feinde geschlagen und versuchte mit Hilfe seines Lehrers, seinen Vater zu stürzen.
Wáng Yu hatte zunächst versucht, die Mutter des verstorbenen Kaisers Ai wieder an den Hof zu holen. Als sein Vater hart blieb, verlegte er sich darauf, scheinbar übernatürliche Ereignisse zu inszenieren und damit seinen Vater zu diskreditieren. Er beauftragte seinen Schwager, eine Flasche mit Blut an der Tür des Regenten zu zerschlagen, um auf dessen Grausamkeit hinzuweisen. Yus Schwager wurde jedoch von den Wachen entdeckt. Wáng Mǎng ließ alle Beteiligten an der Verschwörung hinrichten, ließ sie aber vorher foltern, um an die Namen weiterer Mitverschwörer zu gelangen. Der blutigen Säuberungswelle, die sich daraus entwickelte, fielen auch zahlreiche Regierungsangehörige und auch einige als unzuverlässig eingestufte Verwandte zum Opfer.
Nur einer konnte Wáng Mǎng jetzt noch gefährlich werden: der heranwachsende Kaiser, der sich mehr und mehr von seinem Regenten entfremdet hatte. Pingdi war nicht mehr bereit, tatenlos zuzusehen, wie Angehörige seiner Familie verbannt oder sogar getötet wurden. Als Wáng Mǎng davon erfuhr, reagierte er schnell und rücksichtslos. Er ließ gegen Ende des Jahres 5 n. Chr. den Wein des Kaisers vergiften. Selbst für den Fall, dass Pindgi die Vergiftung überleben sollte, hatte er vorgesorgt und heimlich ein Gebet niedergeschrieben, in dem er den Göttern anbot, sein Leben für das seines Herrn zu opfern. Dieses Gebet sollte als Beweis seiner Unschuld dienen. Die Vorsichtsmaßnahme erwies sich jedoch als unnötig: Kaiser Pingdi starb wenige Tage später, ohne einen Erben hinterlassen zu haben.

### Thronbesteigung

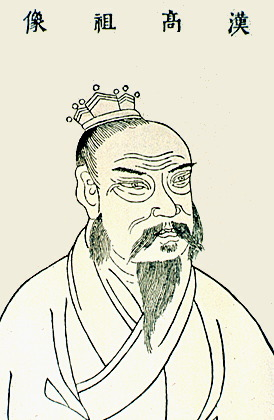
Wáng Mǎng stellte sich als Erbe des ersten Han-Kaisers Gaozu dar

Da die Nachfahren von Pingdis Großvater mittlerweile alle gestorben waren, wurde nun unter denen seines Urgroßvaters nach einem Nachfolger für den ermordeten Kaiser gesucht. Wáng Mǎng suchte nun erneut nach einem minderjährigen Erben, der die Regierungsgeschäfte noch nicht selbst ausüben konnte und daher auf ihn angewiesen war. In der Zwischenzeit führte er als „regierender Kaiser“ die Amtsgeschäfte. 6 n. Chr. wurde schließlich ein zweijähriges Kind zum Kronprinzen bestimmt, aber nicht zum Kaiser gekrönt. Wáng Mǎng, der weiterhin den Titel eines regierenden Kaisers führte, konnte erfolgreich mehrere Rebellionen niederschlagen und beschloss 9 n. Chr., selbst den Thron zu besteigen. Er ließ eine Prophezeiung anfertigen, die ihn als göttlichen Erben des ersten Han-Kaisers Gaozu darstellte.
Dank der gefälschten Prophezeiung wurde Wáng Mǎng als Kaiser von China anerkannt. Er begründete eine neue Dynastie, die Xin-Dynastie, und wollte mit seiner Regierung ein neues goldenes Zeitalter beginnen lassen. Zu diesem Zweck näherte er die Institutionen des Reiches und deren Namen mehr und mehr denen der Zhou-Dynastie an, deren Zeit damals bereits mythisch verklärt wurde. Insbesondere wollte sich Wáng Mǎng aber durch dringend notwendige Reformen nach altem Vorbild legitimieren. Er beabsichtigte, das fruchtbare Land gerechter zu verteilen, indem er die großen Ländereien der reichen Familien enteignete und unter den armen Bauern aufteilte. Das gelang ihm nicht. Die Beamten, die meist selbst Landbesitzer waren, unterminierten sein Vorhaben. Schon nach drei Jahren musste er die meisten seiner Maßnahmen wieder zurücknehmen.
Als zukunftsweisend erwies sich nur eine seiner Neuerungen, die Einführung einer Einkommensteuer, die das bisherige System aus Kopf- und Grundsteuer ergänzte. Sie lag bei einem Zehntel der erzielten Gewinne. Eine Ausweitung der Staatseinnahmen versprach sich Wáng Mǎng auch von der Monopolisierung des Handels mit alkoholischen Getränken aus vergorenem Reis und Waffen. Eine 17 n. Chr. vorgenommene Ausweitung dieser Monopole auf Salz, Eisen, Münzprägung, Holz und Fischerei brachte jedoch nicht den gewünschten Ertrag, da die grassierende Korruption große Summen verschlang. So erhöhte sich zwar die Belastung der Bevölkerung durch Abgaben, Kaiser Wáng Mǎng hatte jedoch de facto kaum mehr Geld zur Verfügung.

### Außenpolitische Probleme

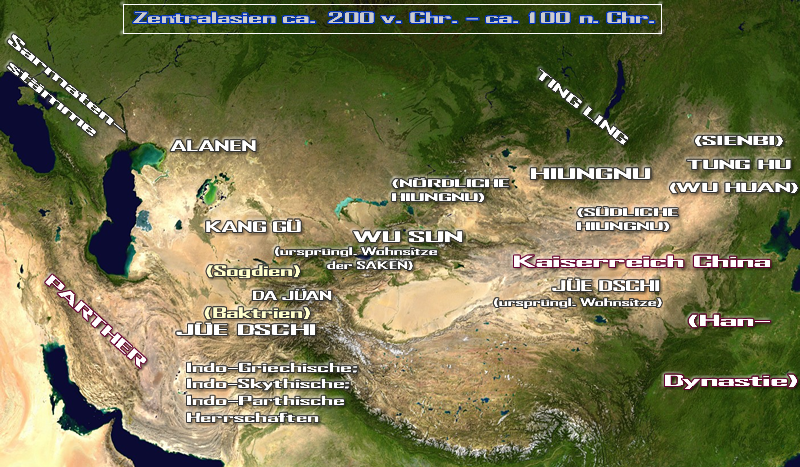
China und seine Nachbarn zur Zeit Wáng Mǎngs

Auch außenpolitisch wollte der neue Kaiser seine Macht respektiert wissen. Den nördlich seines Reiches lebenden Xiongnu machte er klar, dass er sie als Vasallen betrachtete, keineswegs als ebenbürtige Partner. Die Xiongnu lehnten es allerdings ab, sich Wáng Mǎng zu unterwerfen, und trafen stattdessen Kriegsvorbereitungen. Der entrüstete Kaiser erklärte ihnen den Krieg. Entgegen dem Rat seiner Generäle griff er aber nicht sofort an, sondern wartete, bis ein Heer von 300.000 Mann zusammengezogen war, mit dem er seine Feinde beeindrucken wollte. Er plante, die Macht des Xiongnu-Khans zu brechen, indem er dessen Reich unter seinen Verwandten aufteilte. Als chinesische Truppen zu diesem Zweck den Bruder und zwei Söhne des Khans entführten, verheerte der den nördlichen Teil Chinas. Erst mit dem Tod des Khans entspannte sich 14 n. Chr. die Lage.
Die Südwestgrenze des Reiches blieb aber weiterhin unruhig. Wáng Mǎng hatte die dortigen Stammesführer beleidigt, indem er ihnen den von den Han-Kaisern verliehenen Fürstentitel aberkannt hatte, und die Ermordung des Herrschers von Juting befohlen, der diese Degradierung nicht akzeptieren wollte. Der Bruder des Herrschers unternahm immer wieder Feldzüge auf chinesisches Gebiet, die auch die 16 n. Chr. dorthin abkommandierten Generäle nicht wirksam unterbinden konnten. Auch die Koreaner bedrohten immer wieder die Grenzen des Kaiserreiches. Dass Wáng Mǎng ihren Anführer verspottete, indem er dessen Namen verdrehte, erzürnte die Koreaner besonders und ließ sie immer wieder die Nordostgrenze Chinas angreifen.
Zur selben Zeit verschlechterten sich auch die Beziehungen zu den Xiyu-Reichen, die nicht mehr bereit waren, für die kostspieligen Delegationen des Kaisers aufzukommen. Wáng Mǎngs Xiyu-Beauftragter, Dan Qin, ließ daraufhin Xuzhili, den König eines dieser Reiche, zu sich rufen und hinrichten. Der Bruder des Hingerichteten floh daraufhin zu den Xiongnu und griff mit deren Hilfe Dan an, wurde jedoch zurückgeschlagen. Die Xiyu-Reiche vereinigten nun ihre Kräfte und töteten den kaiserlichen Beauftragten. Eine 16 n. Chr. von Wáng Mǎngs veranlasste Strafexpedition scheiterte an unzureichender Organisation. Eine Armee wurde völlig aufgerieben, einer anderen wurde der Rückweg nach China abgeschnitten.

### Innenpolitische Krisen
Wáng Mǎng war so davon überzeugt, dass der Regierungsapparat bestens funktionieren würde, sobald er dem der Zhou entsprach, dass er dessen tatsächlichen Zustand sträflich vernachlässigte. Während der Kaiser und sein innerer Kreis in Sagen und Legenden nach Hinweisen auf die Regierung der Zhou suchten, blieben wichtige Entscheidungen liegen. Die sich selbst überlassenen Provinzgouverneure füllten sich in der Zwischenzeit ihre Taschen. Dass eine vom Kaiser angestoßene Reform des Besoldungssystems wie so vieles unabgeschlossen und viele Beamte deshalb unbezahlt blieben, förderte deren Selbstbedienungsmentalität. Während Wáng Mǎng über seinen Reformen brütete, stöhnte die Bevölkerung unter der Last der geforderten Bestechungsgelder. Kritisch wurde es aber erst, als der Gelbe Fluss gleich zweimal über die Ufer trat (3 n. und 11 n. Chr.) und ausgerechnet im dichtestbesiedelten und ertragreichsten Gebiet des Reichs zu verheerenden Bevölkerungsverlusten führte. Hungernde Bauern fanden sich schnell zu immer größeren Gruppen zusammen, die bald auch die benachbarten Regionen beunruhigten. 
Dennoch standen die entscheidenden Familien zum Kaiser. Erst als 17 n. Chr. immer noch keine Besserung abzusehen war, kam es vereinzelt zu regelrechten Bauernaufständen. Der Kaiser sandte Unterhändler zu den Rebellen, die ihn nach ihrer Rückkehr davon überzeugten, dass er es mit unbelehrbaren Gegnern seiner Politik zu tun hatte. Wáng Mǎng überhörte gemäßigte Stimmen und beschloss, die Aufstände gewaltsam niederzuschlagen. Diese Entscheidung sollte sich bitter rächen. Zunächst musste sich der Kaiser jedoch familiären Problemen zuwenden. Seine Frau starb 21 n. Chr., sein Sohn Lin beging Suizid, als sein Vater entdeckte, dass er eine Affäre mit einer Hofdame hatte, und wenig später starb auch noch sein zweiter Sohn An. Wáng Mǎng bekannte sich nun zu zwei unehelichen Söhnen und erhob diese zu Herzögen. Seine Herrschaft wurde nun jedoch ernsthaft von den unter Liu Yan vereinten Lülin-Rebellen bedroht.
Ein Jahr später musste der Kaiser erkennen, dass er die Bauernaufstände unterschätzt hatte. Er ließ die Aufständischen von zweien seiner besten Generäle angreifen, die zunächst auch beachtliche Erfolge erzielen konnten. Als er den siegreichen Truppen jedoch die nötige Erholung verweigerte, erlitten sie eine vernichtende Niederlage gegen die Rebellen. Nun wurde die Lage für Wáng Mǎng langsam kritisch. Eine Seuche, die unter den Aufständischen wütete, verschaffte ihm nur eine kurze Atempause. Der Aufstand der Roten Augenbrauen erhielt nun auch noch Unterstützung durch drei Verwandte der entmachteten Han-Dynastie. Diese verfügten aufgrund ihres reichen Landbesitzes über eigene Truppen, mit denen sie nun den Rebellen zu Hilfe kamen.

### Niederlage und Tod
Wáng Mǎng gelang es nun nicht mehr, des Aufstandes Herr zu werden. Zu Beginn des Jahres 23 n. Chr. schlugen die vereinigten Truppen von Rebellen und Han-Nachfahren das kaiserliche Heer in Nanyang. Liú Xuán, ein entfernter Verwandter der Han-Dynastie, nahm nun den Kaisertitel an. Wáng Mǎng warf dem selbsternannten Kaiser nun seine sämtlichen verbleibenden Truppen entgegen, insgesamt rund 430.000 Mann. Die Anhänger Liús, der als Kaiser den Namen Gengshi annahm, verhinderten jedoch, dass sich Wángs Heer sammelte, und machten die noch getrennten Heeresteile einzeln nieder. Die Niederlage des noch amtierenden Kaisers war nun nur noch eine Frage von Wochen. 
Gengshi ließ seine Soldaten nun nach Chang’an marschieren. Unterwegs schlossen sich ihnen immer mehr Freiwillige an, während das Heer ihres Widersachers völlig zusammengebrochen war. Am 6. Oktober 23 n. Chr. eroberten schließlich zwei Han-Generäle die Hauptstadt Chang’an. Wáng Mǎng fiel bei der Erstürmung seines Palastes. Auch seine Tochter, die ehemalige Kaiserin, fand den Tod. Wáng Mǎngs Körper wurde zerstückelt und sein Kopf zum siegreichen Gengshi geschickt. Der Kopf sollte an der Stadtmauer von dessen provisorischer Hauptstadt Wancheng gezeigt werden, wurde jedoch wieder abgenommen, als wütende Untertanen dem Toten die Zunge herausgeschnitten hatten. Er wurde jedoch noch mehrere Jahrhunderte lang im kaiserlichen Schatz verwahrt.

## Familie
- Vater: Wáng Mǎn (王曼), der früh gestorbene Bruder der Kaiserin Wang Zhengjun
- Mutter: Qu (渠)
- Gemahlinnen:
  - Kaiserin Wang, Mutter von Wang Yu, Wang Huo, Wang An, Wang Lin und Prinzessin Huanghuang
  - Kaiserin Shi
- Wichtige Konkubinen:
  - Zhenzhi (增秩), ursprünglich eine Dienerin mit unbekanntem Familiennamen, Mutter des Wang Kuang
  - Huaineng (懷能), ursprünglich eine Dienerin mit unbekanntem Familiennamen, Mutter des Wang Xin und einer Tochter
  - Kaiming (開明), ursprünglich eine Dienerin mit unbekanntem Familiennamen, Mutter des Wang Jie
- Kinder
  - Wang Yu (王宇) († 2)
  - Wang Huo (王獲) († 5 v. Chr.)
  - Wang An (王安), Herr von Xinjia (9), später Prinz von Xinqian (20; † 21)
  - Wang Lin (王臨), der Kronprinz (9), später Prinz von Tongyiyang (20) (* 9 v. Chr.; † 21)
  - Wang Xing (王興), Herzog von Gongxiu (功修; 21)
  - Wang Kuang (王匡), Herzog von Gongjian (功建; 21)
  - Prinzessin Huanghuang (Kaiserin Xiaoping von Han, ernannt 10), ursprünglich Fürstinmutter von Ding’an (9; † 23)
  - Wang Jie (王捷), Herrin von Mudai (21)
  - eine Tochter (deren Name in Unicode nicht korrekt darstellbar ist), Herrin von Muxiu (21)